# رون موس (لاعب كريكت)
رون موس (بالإنجليزية: Ron Moss)‏ (13 يونيه 1922 – 22 أكتوبر 2004) لاعب كريكيت أسترالي. لعب ثلاث مباريات في الدرجة الأولى لنادي نيو ساوث ويلز في 1948/49.

## وصلات خارجية
- رون موس (لاعب كريكت) على موقع إي آس بي آن كريك إنفو (الإنجليزية)

- رون موس at ESPNcricinfo  ESPNcricinfo